# Городские планировочные районы Сингапура
Городские планировочные районы Сингапура (ГПР; англ. urban planning areas, UPA) — это территории, на которые Управление городского развития (англ. Urban Redevelopment Authority) делит весь Сингапур для детального планирования каждого участка земли по всей территории этого небольшого государства. ГПР объединяются в пять более крупных регионов.
Городские планировочные районы были впервые введены в Сингапуре после выхода в 1991 года Концептуального Плана (англ. Concept Plan).
- Центральный регион (англ. Central Region)
  1. Бишань (англ. Bishan; 90300)
  2. Букит-Мерах (англ. Bukit Merah; 152800)
  3. Букит-Тимах (англ. Bukit Timah; 69500)
  4. Гайлан (англ. Geylang; 118400)
  5. Каланг (англ. Kallang; 94600)
  6. Марин-Парейд (англ. Marine Parade; 44900)
  7. Новена (англ. Novena; 45000)
  8. Куинстаун (англ. Queenstown; 96300)
  9. Танлин (англ. Tanglin; 16300)
  10. Туа-Пайо (англ. Toa Payoh; 119000)
  11. Южные острова (англ. Southern Islands)
  12. Центральный район (англ. Central Area)
    - Деловой центр (англ. Downtown Core)
    - Марина-Ист (англ. Marina East)
    - Марина-Саут (англ. Marina South)
    - Мьюзиум (Музей; англ. Museum)
    - Ньютон (англ. Newton; 5900)
    - Орчард (англ. Orchard)
    - Аутрам (англ. Outram; 17000
    - Ривер-Валли (англ. River Valley; 8400)
    - Рочор (англ. Rochor; 15600)
    - Речной район (Сингапур-Ривер; англ. Singapore River)
    - Стрейтс-Вью (англ. Straits View)
- Восточный регион (англ. East Region)

1. Бедок (англ. Bedok; 285800)
2. Чанги (англ. Changi)
3. Чанги-Бей (англ. Changi Bay)
4. Пая-Лебар (англ. Paya Lebar)
5. Пасир-Рис (англ. Pasir Ris; 129800)
6. Тампинис (англ. Tampines; 256700)

- Северный регион (англ. North Region)

1. Центральный водосборный район (англ. Central Water Catchment)
2. Лим-Чу-Кан (англ. Lim Chu Kang)
3. Мандай (англ. Mandai)
4. Сембаванг (англ. Sembawang; 67600)
5. Симпанг (англ. Simpang)
6. Сунгей-Кадут (англ. Sungei Kadut)
7. Вудлендс (англ. Woodlands; 234500)
8. Ишунь (ранее Ни-Сун) (англ. Yishun; 180400)

- Северо-Восточный регион (англ. North-East Region)

1. Ан-Мо-Кио (англ. Ang Mo Kio; 175000)
2. Хоуган (англ. Hougang; 213600)
3. Северо-Восточные острова (англ. North-eastern Islands)
4. Пунгол (англ. Punggol; 54600)
5. Селетар (англ. Seletar)
6. Сенканг (англ. Sengkang; 153000)
7. Серангун (англ. Serangoon; 122700)

- Западный регион (англ. West Region)

1. Букит-Баток (англ. Bukit Batok; 141400)
2. Букит-Панджанг (англ. Bukit Panjang; 124700)
3. Бун-Лей (англ. Boon Lay)
4. Чоа-Чу-Кан (Цхуа-цху-кан) (англ. Choa Chu Kang; 168500)
5. Клементи (англ. Clementi; 88100)
6. Джуронг-Ист (англ. Jurong East; 86800)
7. Джуронг-Уэст (англ. Jurong West; 253000)
8. Пайонир (англ. Pioneer)
9. Тенгах (англ. Tengah)
10. Туас (англ. Tuas)
11. Западные острова (англ. Western Islands)
12. Западный водосборный район (англ. Western Water Catchment)